# Guglielmo Scarlato
Guglielmo Scarlato (Napoli, 28 ottobre 1955) è un politico italiano, deputato della Repubblica Italiana per tre legislature dalla IX all'XI e figlio dell'ex sindaco di Scafati e deputato della DC, Vincenzo Scarlato.